# Stenomesson miniatum
Stenomesson miniatum là một loài thực vật có hoa trong họ Amaryllidaceae. Loài này được (Herb.) Ravenna miêu tả khoa học đầu tiên năm 1978.